# Aposchiza schulzi
Aposchiza schulzi är en skalbaggsart som beskrevs av Brenske 1903. Aposchiza schulzi ingår i släktet Aposchiza och familjen Melolonthidae. Inga underarter finns listade i Catalogue of Life.